# Naporitan

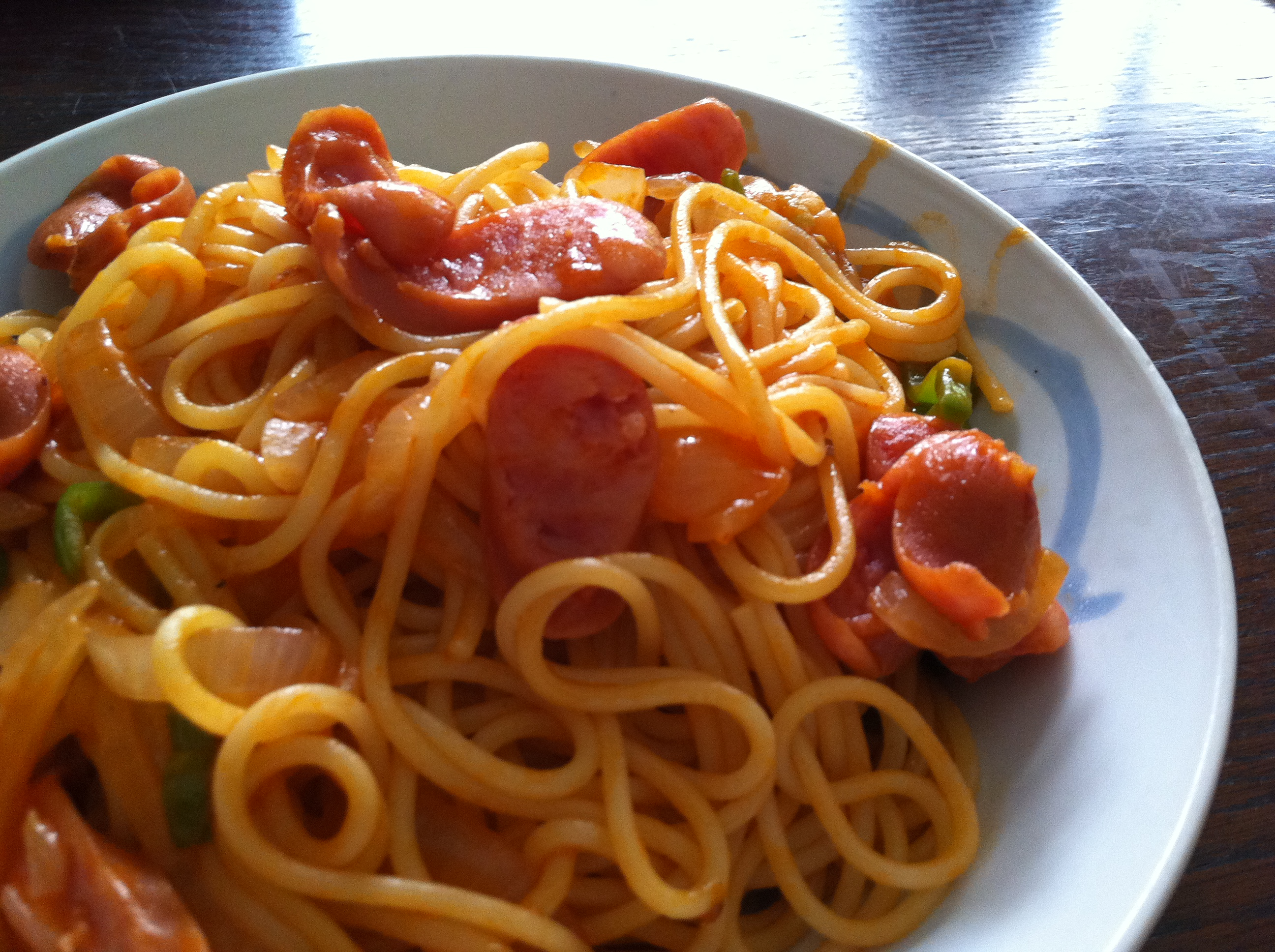
Spaghetti Naporitan

Naporitan oder auch Napolitan (jap. ナポリタン) ist ein japanisches Nudelgericht.
Das Gericht setzt sich zusammen aus Spaghetti, die mit Gemüse (Zwiebeln und Paprika), Schinken und Ketchup gebraten werden.
Es gibt verschiedene Meinungen über den Ursprung der Bezeichnung. Seiichi Takahashi, der vierte Chefkoch des Hotel New Grand, sagt, dass Naporitan von Shigeru Irie, dem zweiten Chefkoch desselben Hotels in Yokohama entwickelt wurde. Nach dem Ende des Zweiten Weltkriegs kamen mit den US-Soldaten auch große Mengen Ketchup und Spaghetti nach Yokohama, so dass die Verwendung dieser Zutaten nahe lag.